# Тихон (Якубовський)
Тихон (у світі Тарас Якович Якубовський (*1721, Короп — †4 квітня 1786, Суздаль) — український релігійний діяч в добу Гетьманщини, педагог, Єпископ Російської православної церкви. Єпископ Суздальський і Юріївський.

## Біографія
Походив з міщанської сім'ї.
Навчався у Києво-Могилянській академії до 1756 року. По її закінченні — чернець Київського Братського монастиря та ієродиякон і уставник Київського Софійського собору. Ще студентом викладав у класі аналогії та інфими Києво-Могилянської академії (1755-1757).
У 1757 році емігрує на Московщину. У 1757–1758 роках — законовчитель Санкт-Петербурзького кадетського шляхетського корпусу.
У 1758 Якубовського рукопокладено в архімандрити Ярославського Спасо-Преображенського монастиря, звідки направлено з російськими військами до Кенігсберга. У 1761 році призначено настоятелем російської похідної церкви в Кілі.
Відразу після укладення мирного договору між Московією та Пруссією (1763) Якубовський вернувся у Ярославський Спасо-Преображенський монастир. У 1764 його хіротонізовано на єпископа Севського і Брянського, вікарія Московського.
З 1767 — єпископ Воронезький і Єлецький. Опікувався Воронезькою семінарією, започаткованою Іваном Струковим. За Якубовського в семінарії запроваджено вивчення німецької та французької мов. Для посилення викладацького складу викликані вихованці Києво-Могилянської академії, серед яких Петро Федорів, Я. Костенський, Володимир Доримендовський та ін.
У 1775 Якубовського переміщено до Суздальської єпархії, де він й провів останні роки свого життя. Детальних відомостей про його діяльність за цей час немає. Похований у Суздальському Різдвобогородицькому соборі.